# Kevin Dillard
Kevin Andre Dillard (ur. 15 października 1989) – amerykański koszykarz, występujący na pozycji rozgrywającego, obecnie zawodnik Demir Insaat Buyukcekmece Basket.
31 lipca 2019 został zawodnikiem tureckiego Demir Insaat Buyukcekmece Basket.

## Kariera
Kevin przystąpił do draftu NBA w 2013, ale nie został wybrany. Obrał więc popularny dla niewybranych w drafcie zawodników – Europę.
W tym samym roku podpisał kontrakt z włoskim  A.S. Junior Casale. Spędził tam zaledwie jeden sezon.
Podobnie postępował ze swoimi następnymi klubami (których było aż 10 podczas jego 4 letniej kariery).
Grał w: Turcji, Grecji, Izraelu, Nowej Zelandii, Francji, Łotwie, Włoszech i Belgii.

## Osiągnięcia
Stan na 31 lipca 2019, na podstawie, o ile nie zaznaczono inaczej.
NCAA
- MVP turnieju Orlando Classic (2012)
- Najlepszy pierwszoroczny zawodnik MVC (2009)
- Zaliczony do:
  - I składu najlepszych:
    - pierwszorocznych zawodników MVC (2009)
    - nowo-przybyłych zawodników MVC (2009)
    - turnieju:
      - Coaches vs. Classic (2009)
      - Orlando Classic (2012)

  - II składu Atlantic 10 (2012, 2013)